# Estrablin
Estrablin [ɛstʁablɛ̃] est une commune du nord de l'Isère, en région Auvergne-Rhône-Alpes.
Peuplée d'environ 3 600 personnes, la commune est adhérente à la communauté de communes de Vienne Condrieu Agglomération et ses habitants sont appelés les Estrablinois.

## Géographie

### Situation et description
Estrablin est située dans la région Auvergne-Rhône-Alpes, au nord-ouest du département de l'Isère. La superficie de la commune est de 2 069 hectares et l'altitude varie de 186 à 352 mètres.
Proche de Vienne (7 km) et de Lyon (30 km), Estrablin demeure très attractive tant pour la proximité de ces grandes villes que pour son calme et sa verdure. Bien qu'encore à forte connotation rurale, la commune tend à se développer et ses limites s'étendent jusqu'à Pont-Évêque, avec la zone industrielle du Rocher.
Estrablin est connue pour son très agréable centre aéré qui accueille la fameuse « fête de la pomme », son appartenance à la ville est due à la philanthropie d'un prêtre qui souhaitait laisser son château aux enfants.

### Climat
Pour des articles plus généraux, voir Climat d'Auvergne-Rhône-Alpes et Climat de l'Isère.
En 2010, le climat de la commune est de type climat du Bassin du Sud-Ouest, selon une étude du Centre national de la recherche scientifique s'appuyant sur une série de données couvrant la période 1971-2000. En 2020, Météo-France publie une typologie des climats de la France métropolitaine dans laquelle la commune est dans une zone de transition entre le climat semi-continental et le climat de montagne et est dans la région climatique  Moyenne vallée du Rhône, caractérisée par un bon ensoleillement en été (fraction d’insolation > 60 %), une forte amplitude thermique annuelle (4 à 20 °C), un air sec en toutes saisons, orageux en été, des vents forts (mistral), une pluviométrie élevée en automne (250 à 300 mm). 
Pour la période 1971-2000, la température annuelle moyenne est de 12 °C, avec une amplitude thermique annuelle de 17,9 °C. Le cumul annuel moyen de précipitations est de 893 mm, avec 9,5 jours de précipitations en janvier et 6,4 jours en juillet. Pour la période 1991-2020, la température moyenne annuelle observée sur la station météorologique de Météo-France la plus proche, « Luzinay », sur la commune de Luzinay à 8 km à vol d'oiseau, est de 12,7 °C et le cumul annuel moyen de précipitations est de 928,1 mm,. Pour l'avenir, les paramètres climatiques de la commune estimés pour 2050 selon différents scénarios d'émission de gaz à effet de serre sont consultables sur un site dédié publié par Météo-France en novembre 2022.

### Hydrographie

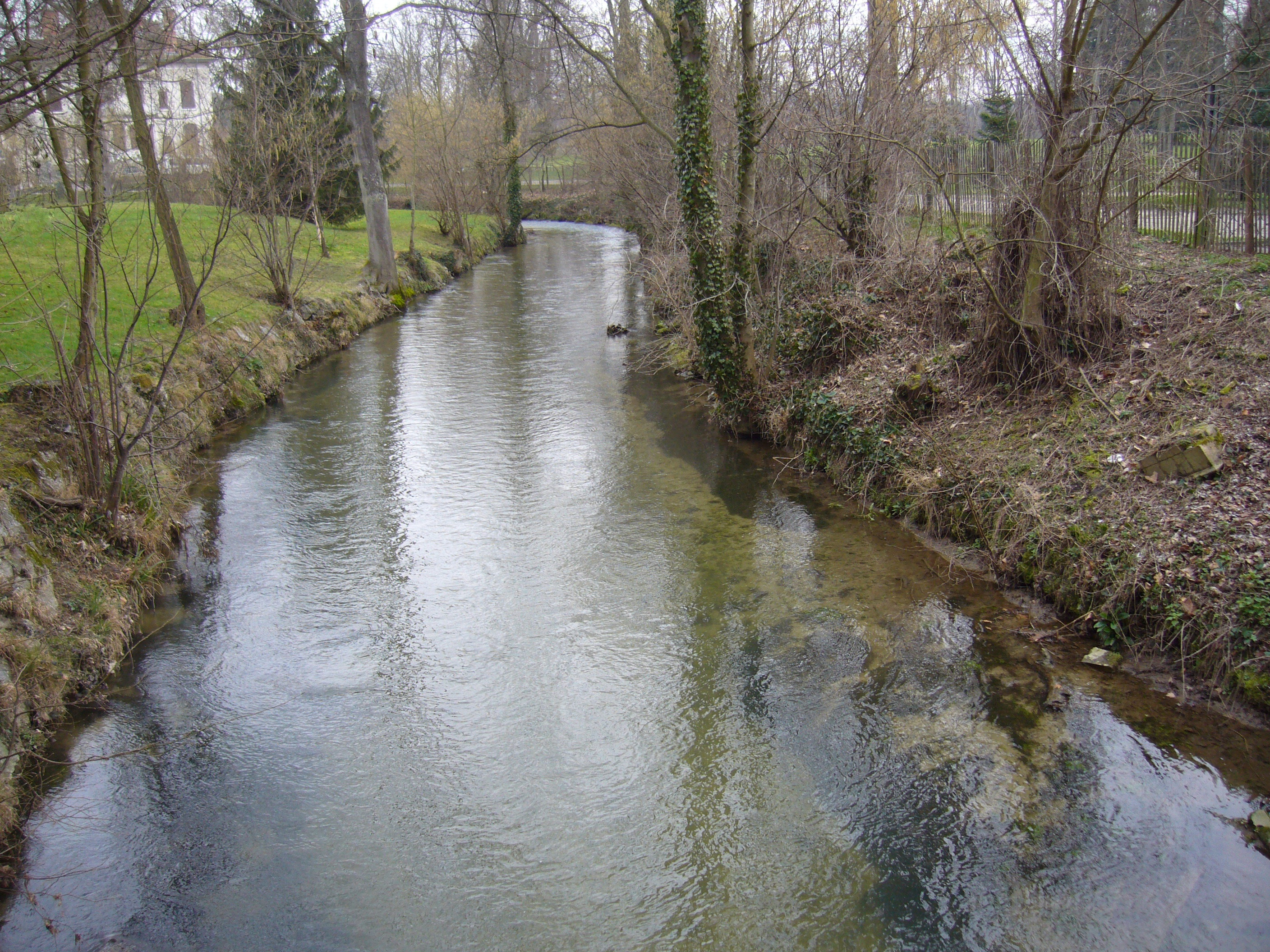
La Gère à Gémens, commune d'Estrablin.

Le territoire communal est traversé par la Gère, un affluent du Rhône, d'une longueur de 34,5 km et l'un de ses affluents, le ruisseau de la Vesonne.

### Transports en commun
La commune est desservie par la ligne 7 du réseau de bus L'va.

## Urbanisme

### Typologie
Au 1er janvier 2024, Estrablin est catégorisée commune rurale à habitat dispersé, selon la nouvelle grille communale de densité à sept niveaux définie par l'Insee en 2022.
Elle appartient à l'unité urbaine d'Estrablin, une unité urbaine monocommunale constituant une ville isolée,. Par ailleurs la commune fait partie de l'aire d'attraction de Lyon, dont elle est une commune de la couronne,. Cette aire, qui regroupe 397 communes, est catégorisée dans les aires de 700 000 habitants ou plus (hors Paris),.

### Occupation des sols
L'occupation des sols de la commune, telle qu'elle ressort de la base de données européenne d’occupation biophysique des sols Corine Land Cover (CLC), est marquée par l'importance des territoires agricoles (84,4 % en 2018), en diminution par rapport à 1990 (87,8 %). La répartition détaillée en 2018 est la suivante : 
terres arables (60,9 %), zones agricoles hétérogènes (19,4 %), zones urbanisées (10,1 %), prairies (4,2 %), forêts (3,7 %), zones industrielles ou commerciales et réseaux de communication (1,8 %). L'évolution de l’occupation des sols de la commune et de ses infrastructures peut être observée sur les différentes représentations cartographiques du territoire : la carte de Cassini (XVIIIe siècle), la carte d'état-major (1820-1866) et les cartes ou photos aériennes de l'IGN pour la période actuelle (1950 à aujourd'hui).

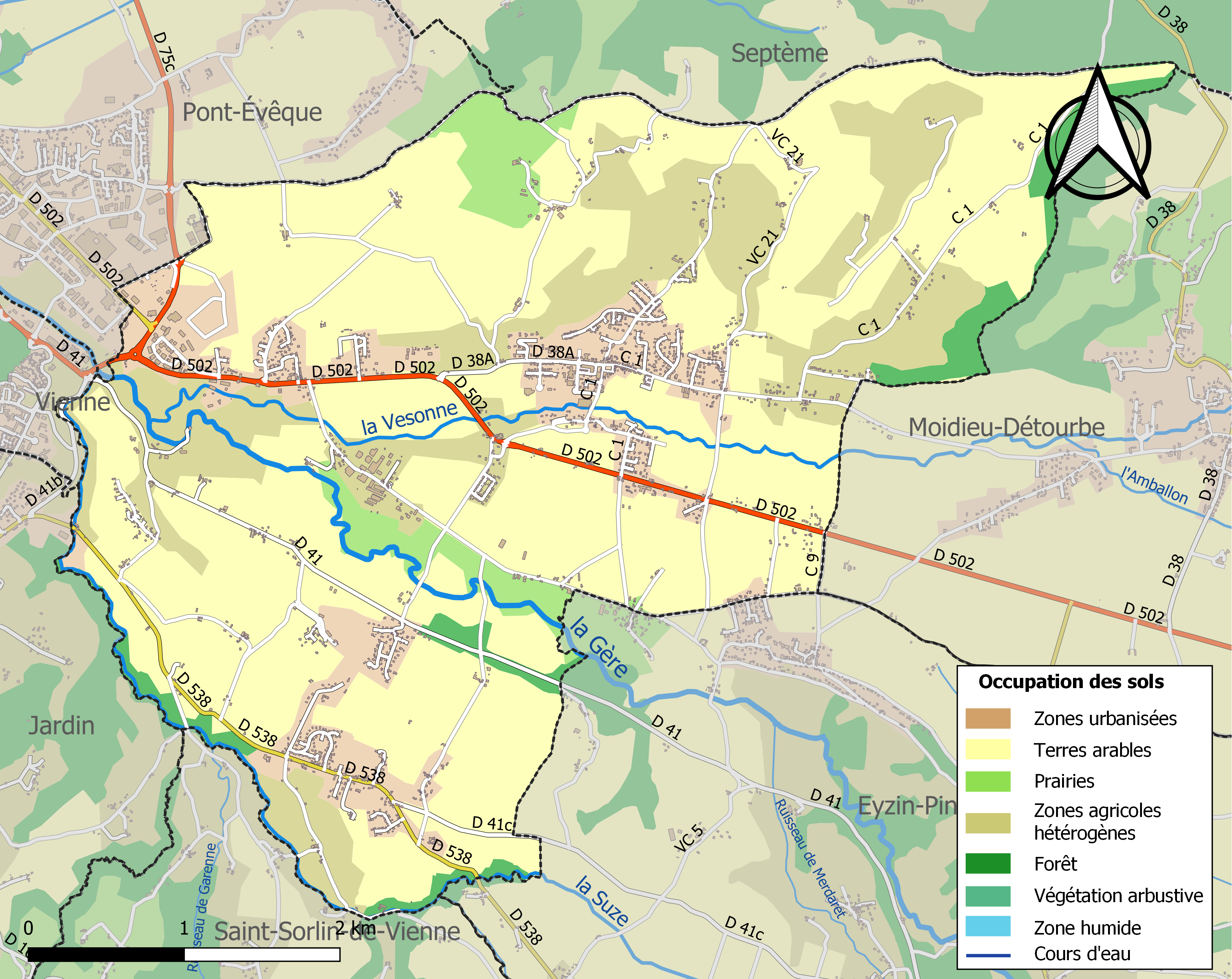
Carte des infrastructures et de l'occupation des sols de la commune en 2018 (CLC).

### Risques naturels et technologiques

#### Risques sismiques
L'ensemble du territoire de la commune d'Estrablin est situé en zone de sismicité n°3 (sur une échelle de 1 à 5), comme la plupart des communes de son secteur géographique.
| Type de zone | Niveau            | Définitions (bâtiment à risque normal) |
| ------------ | ----------------- | -------------------------------------- |
| Zone 3       | Sismicité modérée | accélération = 1,1 m/s2                |

### Hameaux et lieux-dits
La Rosière est un hameau important d'un millier d'habitants au sein de la commune d'Estrablin.
Ce hameau a longtemps échappé à l'attraction du bourg principal d'Estrablin distant de près de 4 km. Ceci est le fait de sa position géographique sur une colline à l'extrême sud de la commune par-delà la plaine où coulent la Gère et son affluent, la Vesonne.
Ajoutons que ce hameau a pour axe principal la route départementale 538 partant de Vienne et qui conduit à Beaurepaire et en direction de la Drôme alors que le reste de la commune est organisé autour de l'axe de la D 502, la route de Saint-Jean-de-Bournay. La départementale 538 se nomme désormais la rue des Potiers au sein de ce hameau. Enfin, la vie du hameau a longtemps suivi celle de son école primaire publique mixte aujourd'hui fermée.
Ce hameau a connu une forte croissance de sa population au début des années 1980 en raison de la construction de deux ensembles pavillonnaires : le grand lotissement de la Rosière (65 maisons) et le lotissement des Cèdres (24 maisons).
Des hameaux plus petits encore environnent directement la Rosière : les Brosses, la Basse-Rosière, la Coupe, Chez Janin, appelé aussi le  Janin et le Salignat.

## Toponymie
Stabliano (Xe siècle), Estrablin (1793), Estrablen (1801).

Le nom d'Estrablin, d'origine Celte, provient des trembles, arbres de la famille des peupliers présents en grande quantité sur la commune, surtout au bord des rivières[réf. nécessaire].[Information douteuse][style à revoir] Ou d'un nom de personne romane Stabilius suivi du suffixe -anum.

## Histoire

### Antiquité
Proche de Vienne la gallo-romaine, le territoire d'Estrablin sera rapidement occupé et exploité par l'Homme. Ainsi, les temps romains ont laissé de nombreuses traces. Tout d'abord, il est important de signaler qu'à l'époque romaine, Estrablin, conjointement avec Eyzin-Pinet, était la principale source d'approvisionnement en eau de la ville de Vienne. En effet, quatre des onze aqueducs apportant l'eau à Vienne venaient du territoire de l'actuelle commune d'Estrablin. Trois de ces ouvrages prenaient leur eau dans la nappe aquifère du bassin de la Gère (deux au lieu-dit Gémens, un à la Gabetière). Le dernier aqueduc, lui, puisait directement dans le ruisseau de la Suze à partir d'un barrage-réservoir que les Romains avaient construit entre le Moulin de Malissol, en amont, et le confluent de la Gère, en aval.
La découverte d’objets antiques sur le territoire de la commune atteste aussi d'une occupation ancienne. Ainsi, lors des travaux d'aménagement de la route D 41, en 1837, on découvrit, au lieu-dit de La Coupe, un vase en terre renfermant plus de 1 000 pièces de monnaie romaines datant des IIIe et IVe siècles. Malheureusement, l'intégralité de ces pièces disparurent, probablement partagées entre les ouvriers à l'origine de la découverte.

### Moyen Âge et Époque moderne
L'actuelle commune d'Estrablin est née de l'union de deux paroisses : Estrablin et Gemens. Le hameau de Gemens, par sa proximité avec Vienne, connaîtra, au Moyen Âge, un formidable développement. En effet, diverses industries vinrent s'installer au bord de la Gère : moulins à grains, battoirs à chanvres, papeteries... On sait qu'en 1452, le dauphin Louis, futur Louis XI de France légua le territoire de Gemens (alors appelée Gemma dans les textes) à son valet de chambre, un dénommé Montaigu.
D'autres textes d'archives nous apprennent qu'en 1575, une importante papeterie, appartenant à Jean-Jacques Gabet, fonctionne à Gemens approvisionnant les nombreuses imprimeries de Vienne. À partir du XVIIIe siècle, les industries de Gemens disparurent peu à peu et, en 1721, la paroisse, en déclin, fut supprimée et rattachée à celle d'Estrablin. Le curé d'Estrablin devenait ainsi curé d'Estrablin et de Gemens.
Jacques Gabet, qui doit être le père de celui dont le nom est évoqué plus haut, fut un important personnage du Moyen Âge à Estrablin. Ce juge viennois, né à Châtonnay, résidait dans une grosse bâtisse de la paroisse d'Estrablin que l'on appela depuis Gabetière. Protestant engagé, Gabet fut impliqué dans les guerres de religion du XVIe siècle. En effet, après avoir pris une part active à la conjuration d'Amboise, Gabet fit célébrer, dans sa maison de Vienne, le premier prêche protestant de la région viennoise (janvier 1562). Il introduisit le Baron des Adrets dans la ville, le logea chez lui, et laissa piller la cité et ses églises. Plusieurs fois poursuivi, il tenta un coup de main sur Vienne, mais échoua. Il sera finalement abattu par les catholiques lorsque ceux-ci vinrent soustraire Vienne aux protestants. « Ledit Gabet… étant à Châtonnay, faisant entrepinse de se saisir de ceste ville de Vienne, fut prins par les soldats de ceste ville le vingt-cinquième apvril et, se voulant rebeller, en l'amenant, fut tué par les soldats à coup d'arquebusades » (Les Jocteur Monrozier en Dauphiné, par Yves Jocteur Monrozier, page 16).

### Période contemporaine

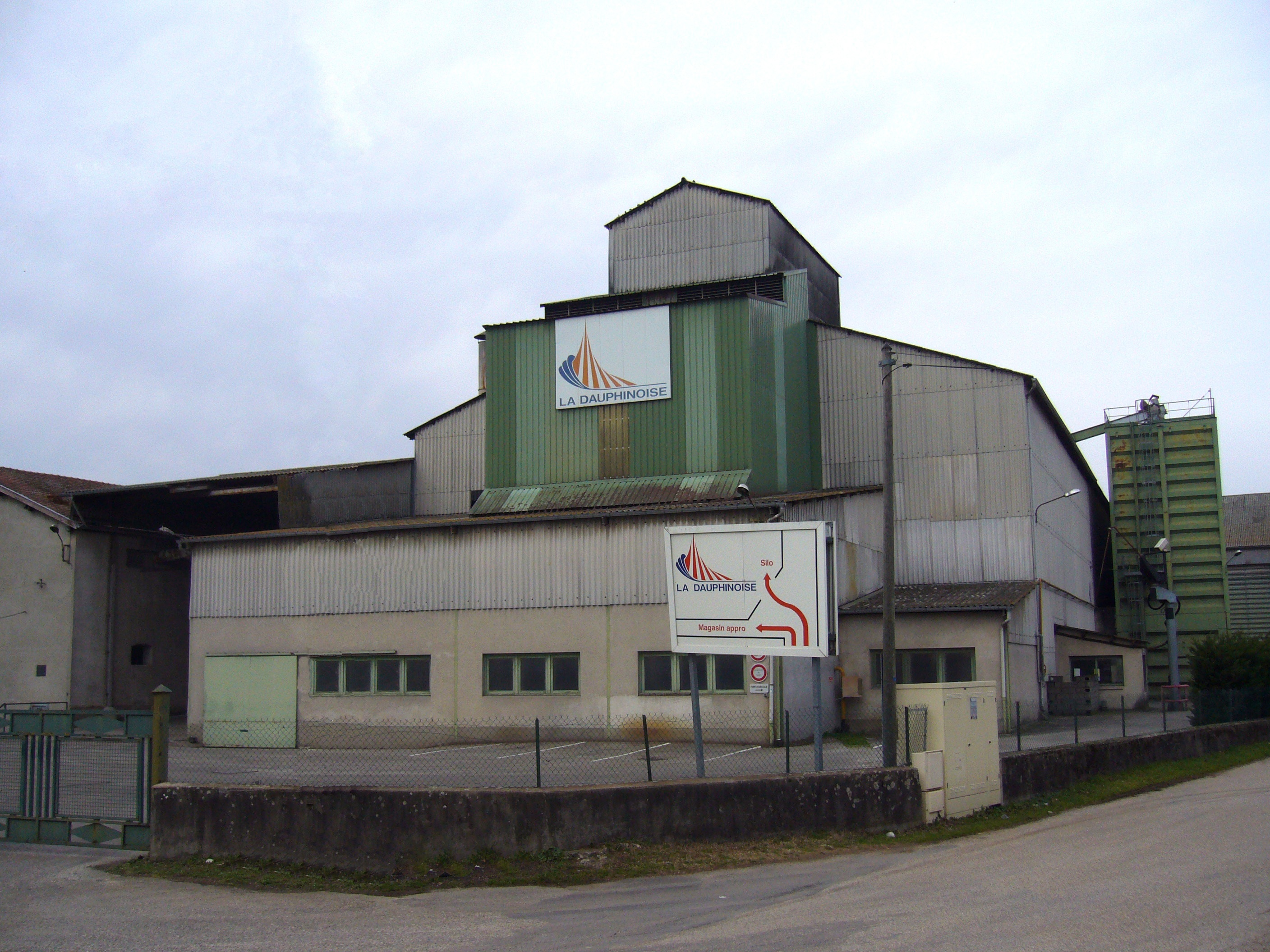
Installations de stockage de grains La Dauphinoise à La Craz, Estrablin

En 1853, Jean Mayoud est désigné maire d'Estrablin et lance une grande campagne de travaux pour améliorer les quelques routes et nombreux chemins de la commune. Quelques ponts sont alors construits et plusieurs chemins sont agrandis et peu à peu transformés en routes.
L'année 1867 marque un tournant pour la commune d'Estrablin puisqu'elle perd une partie de son territoire au profit de la nouvelle commune de Pont-Évêque, dont la création fut décidée par la loi du 20 juillet 1867. La superficie d'Estrablin passe alors de 2 215 à 2 069 ha. En 1877, la nouvelle église est construite en remplacement d'un ancien édifice médiéval dont il reste une portion dans le cimetière.
La forge de Gemens ferme en 1890 et la papeterie, également située à Gemens, cesse d’opérer en 1946 à la suite d'une inondation ayant endommagé les machines. 45 personnes étaient alors employées dans cette usine. Estrablin est raccordée au réseau électrique en 1926 et une nouvelle mairie, abritant également l’école communale, est construite en 1935.
L'activité économique de la commune va aussi changer entre les XIXe et XXe siècles. En effet, l'agriculture occupe toujours une place importante dans les années 1980 où encore plus de 66 % du territoire d'Estrablin lui est consacré. Les principales productions de la commune demeurent les céréales (blé, maïs...) et l'élevage de bovins. La vigne, présente au siècle dernier, a aujourd'hui presque totalement disparu. Les surfaces toujours en herbe sont encore très nombreuses (16 % du territoire) notamment à cause du Julin.
Les productions céréalières ont été encouragées avec l'installation, en 1962, d'une importante installation de stockage de céréales au lieu-dit de 'lLa Craz. Acquis en 1961 par la Coopérative agricole dauphinoise (aussi connu sous le nom La Dauphinoise), le terrain en question était autrefois occupé par une stéarinerie produisant bougies et savons. Cette précédente installation industrielle, qui employa pendant plusieurs décennies nombre de travailleurs du village (110 salariés en 1958), avait été détruite, en 1958, dans un gigantesque incendie. Les silos à grains sont toujours utilisés et peuvent contenir jusqu'à 23 000 tonnes de céréales. Ils sont approvisionnés par des agriculteurs provenant de différentes communes de la région et non uniquement par des exploitants agricoles d'Estrablin.
La démographie de la commune a aussi été bouleversée au cours des deux derniers siècles. Alors que l'on compte 1 308 habitants en 1881, on n'en dénombre plus que 967 en 1962 soit 26 % de moins. Cette désertification est essentiellement due à l'industrialisation des communes voisines de Vienne et Pont-Évêque où une main-d’œuvre abondante était demandée. Ainsi, nombre d'habitants d'Estrablin décidèrent d'aller tenter leur chance dans les usines viennoises et dès lors, allèrent s'installer dans ces deux communes voisines.
Néanmoins, une forte reprise démographique se fit sentir depuis. En effet, à partir de 1962, la population ne cesse d'augmenter et l'on passe, entre 1962 et 1982, de 967 à 2738 habitants soit une hausse considérable en si peu de temps. D'ailleurs, on constate une nette explosion démographique entre 1975 et 1982 où la population croît de 103 %. Un nouveau groupe scolaire doit être construit en 1977, l'ancien (situé dans la mairie) étant devenu trop étroit. L'évolution démographique récente tient surtout au fait qu'Estrablin tend de plus en plus à devenir une banlieue pavillonnaire de Vienne nombre de personnes travaillant à Vienne voire à Lyon s'y installant. La verdure et le calme d'Estrablin attirent et de nombreuses villas seront construites dans la commune, principalement dans les années 1970-80. On note d'ailleurs une pointe à 91 maisons individuelles construites pour la seule année 1976. Aujourd'hui, d'après les chiffres de l'INSEE publiés en 2005, la commune d'Estrablin compterait 3 283 habitants.

## Politique et administration

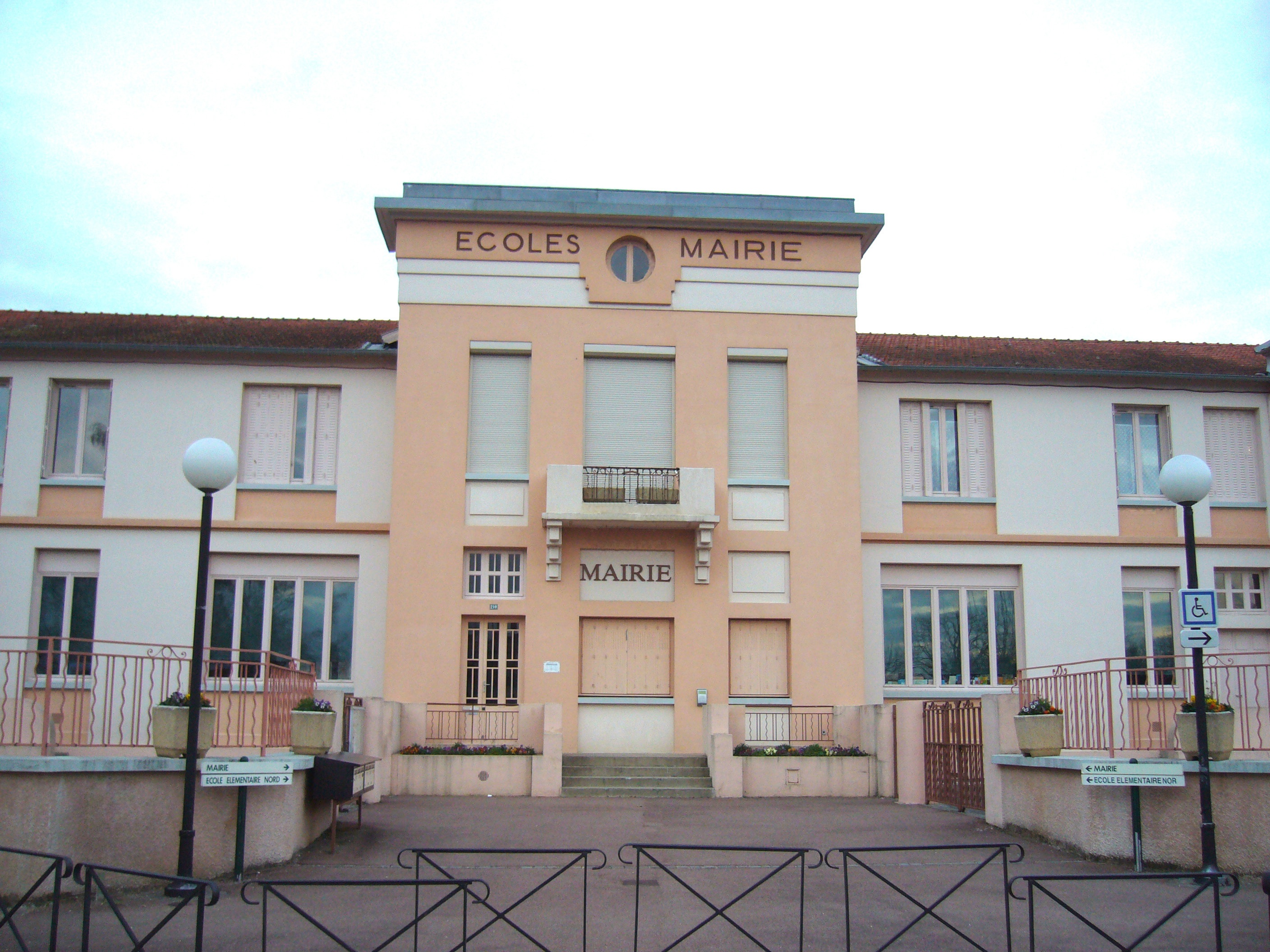
La mairie-école d'Estrablin

### Liste des maires
| Période | Période | Identité        | Étiquette      | Qualité |
| ------- | ------- | --------------- | -------------- | ------- |
| 1963    | 1977    | Pierre Lacroix  | DVD            |         |
| 1977    | 2014    | Roger Porcheron | PS             |         |
| 2014    | 2020    | Sylvain Laignel | PS puis LREM   |         |
| 2020    | ----    | Denis Peillot   | Sans Etiquette |         |

## Population et société

### Démographie
L'évolution du nombre d'habitants est connue à travers les recensements de la population effectués dans la commune depuis 1793. Pour les communes de moins de 10 000 habitants, une enquête de recensement portant sur toute la population est réalisée tous les cinq ans, les populations de référence des années intermédiaires étant quant à elles estimées par interpolation ou extrapolation. Pour la commune, le premier recensement exhaustif entrant dans le cadre du nouveau dispositif a été réalisé en 2005.

En 2022, la commune comptait 3 682 habitants, en évolution de +10,5 % par rapport à 2016 (Isère : +3,07 %, France hors Mayotte : +2,11 %).
| 1793 | 1800 | 1806 | 1821 | 1831 | 1836  | 1841  | 1846  | 1851  |
| ---- | ---- | ---- | ---- | ---- | ----- | ----- | ----- | ----- |
| 557  | 327  | 699  | 869  | 972  | 1 099 | 1 228 | 1 281 | 1 390 |

| 1856  | 1861  | 1866  | 1872  | 1876  | 1881  | 1886  | 1891  | 1896  |
| ----- | ----- | ----- | ----- | ----- | ----- | ----- | ----- | ----- |
| 1 605 | 1 751 | 1 906 | 1 316 | 1 264 | 1 308 | 1 289 | 1 277 | 1 250 |

| 1901  | 1906  | 1911  | 1921  | 1926  | 1931  | 1936  | 1946 | 1954  |
| ----- | ----- | ----- | ----- | ----- | ----- | ----- | ---- | ----- |
| 1 243 | 1 169 | 1 140 | 1 064 | 1 048 | 1 013 | 1 028 | 975  | 1 080 |

| 1962 | 1968  | 1975  | 1982  | 1990  | 1999  | 2005  | 2006  | 2010  |
| ---- | ----- | ----- | ----- | ----- | ----- | ----- | ----- | ----- |
| 967  | 1 112 | 1 350 | 2 738 | 2 931 | 3 214 | 3 283 | 3 300 | 3 264 |

| 2015  | 2020  | 2022  | - | - | - | - | - | - |
| ----- | ----- | ----- | - | - | - | - | - | - |
| 3 296 | 3 620 | 3 682 | - | - | - | - | - | - |

### Enseignement
Les établissements scolaires de la commune sont rattachés à l'académie de Grenoble.

### Médias
Historiquement, le quotidien à grand tirage Le Dauphiné libéré consacre, chaque jour, y compris le dimanche, dans son édition du Nord-Isère (édition de Vienne), un ou plusieurs articles à l'actualité du canton et quelquefois de la commune, ainsi que des informations sur les éventuelles manifestations locales, les travaux routiers, et autres événements divers à caractère local.

### Cultes
La communauté catholique et l'église d'Estrablin (propriété de la commune) sont desservies par la paroisse Sainte Mère Teresa en Viennois, elle-même rattachée au diocèse de Grenoble-Vienne.

### Sport
- Football : CF Estrablin
- gymnastique ESSE

## Culture et patrimoine

### Lieux et monuments
- Église Saint-Pierre d'Estrablin.

Quelques photos de divers monuments et lieux d'Estrablin
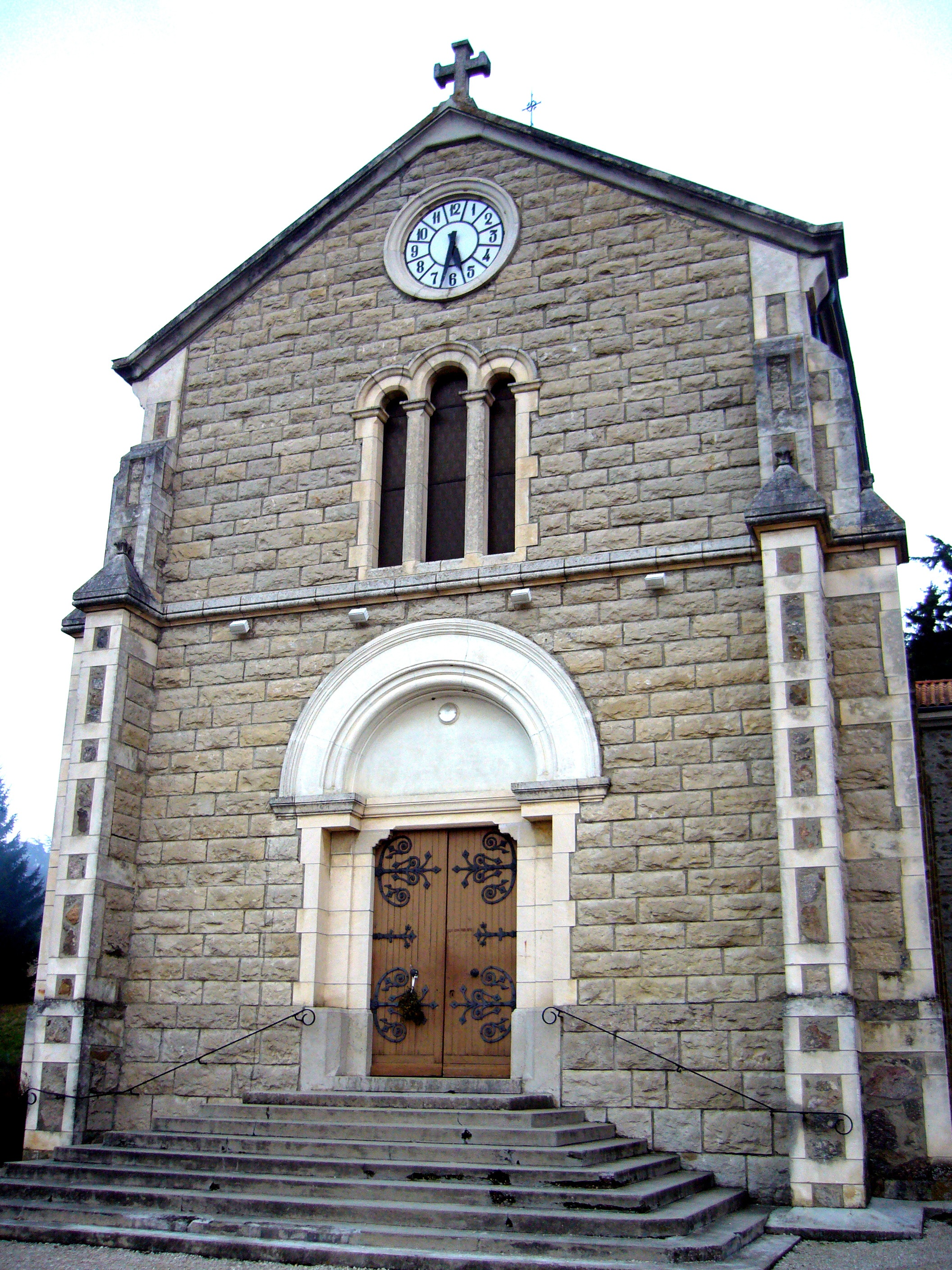
L’église.
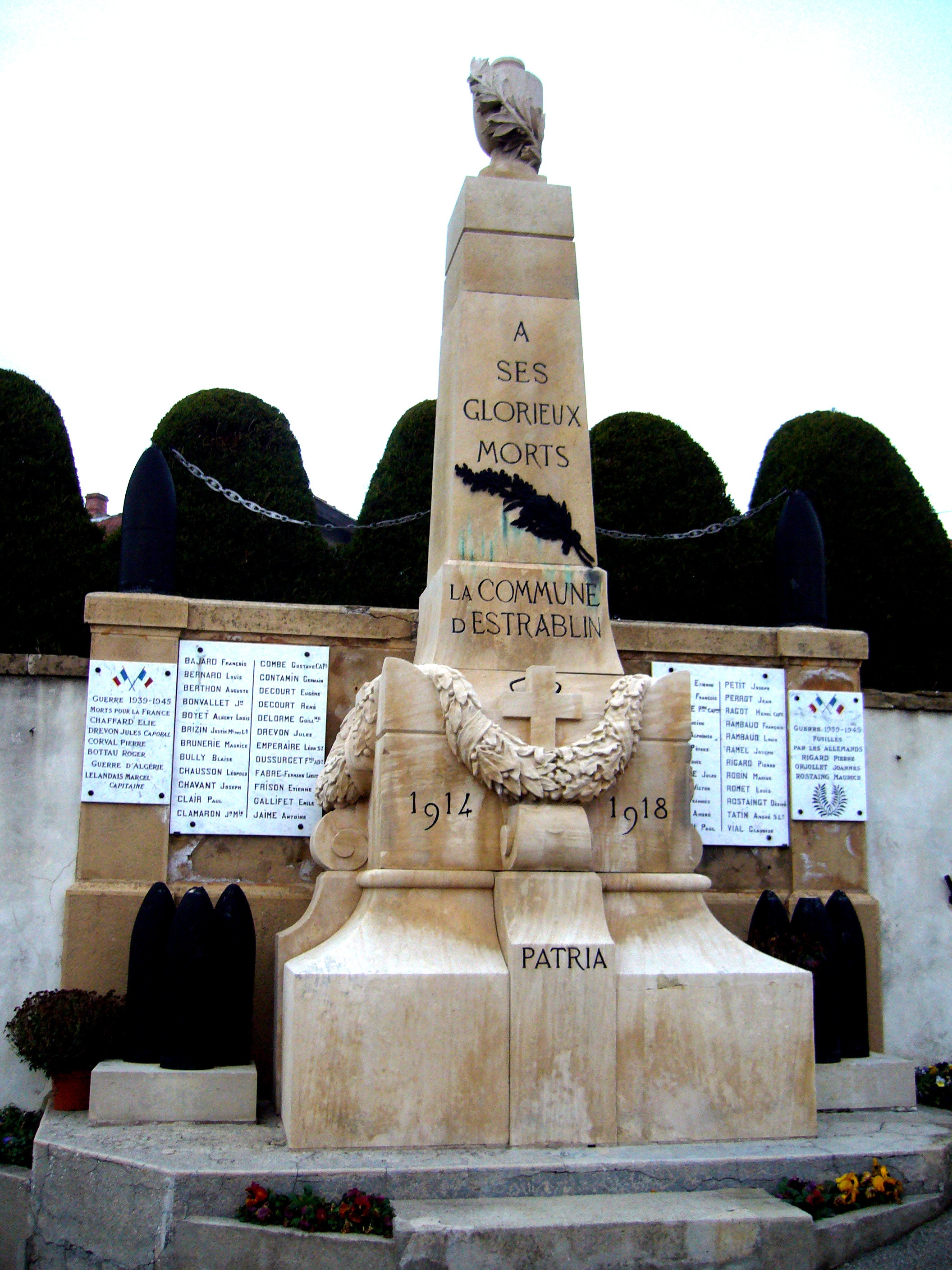
Monument aux morts de la commune.
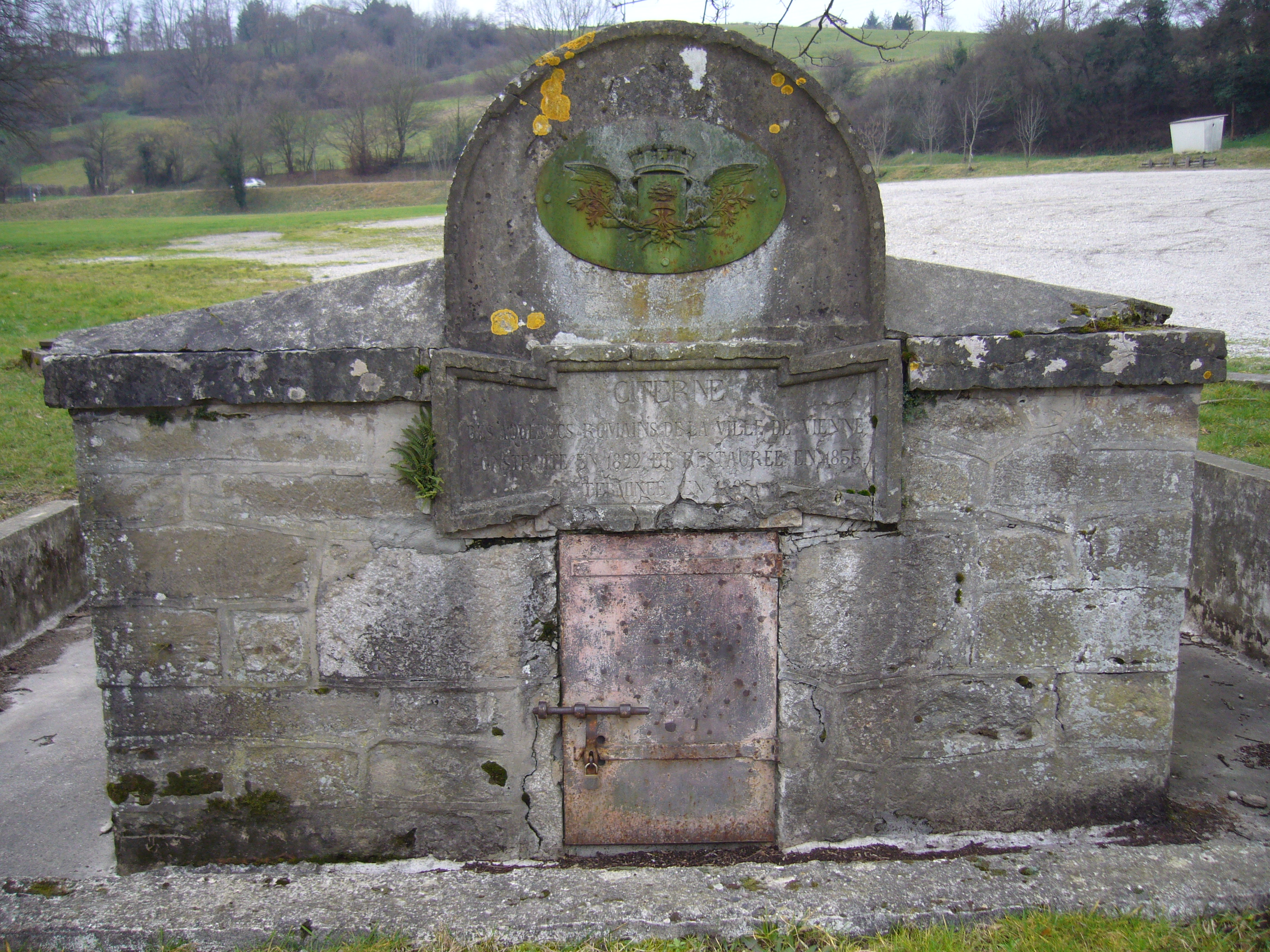
Citerne d'eau potable d'Estrablin (1822).
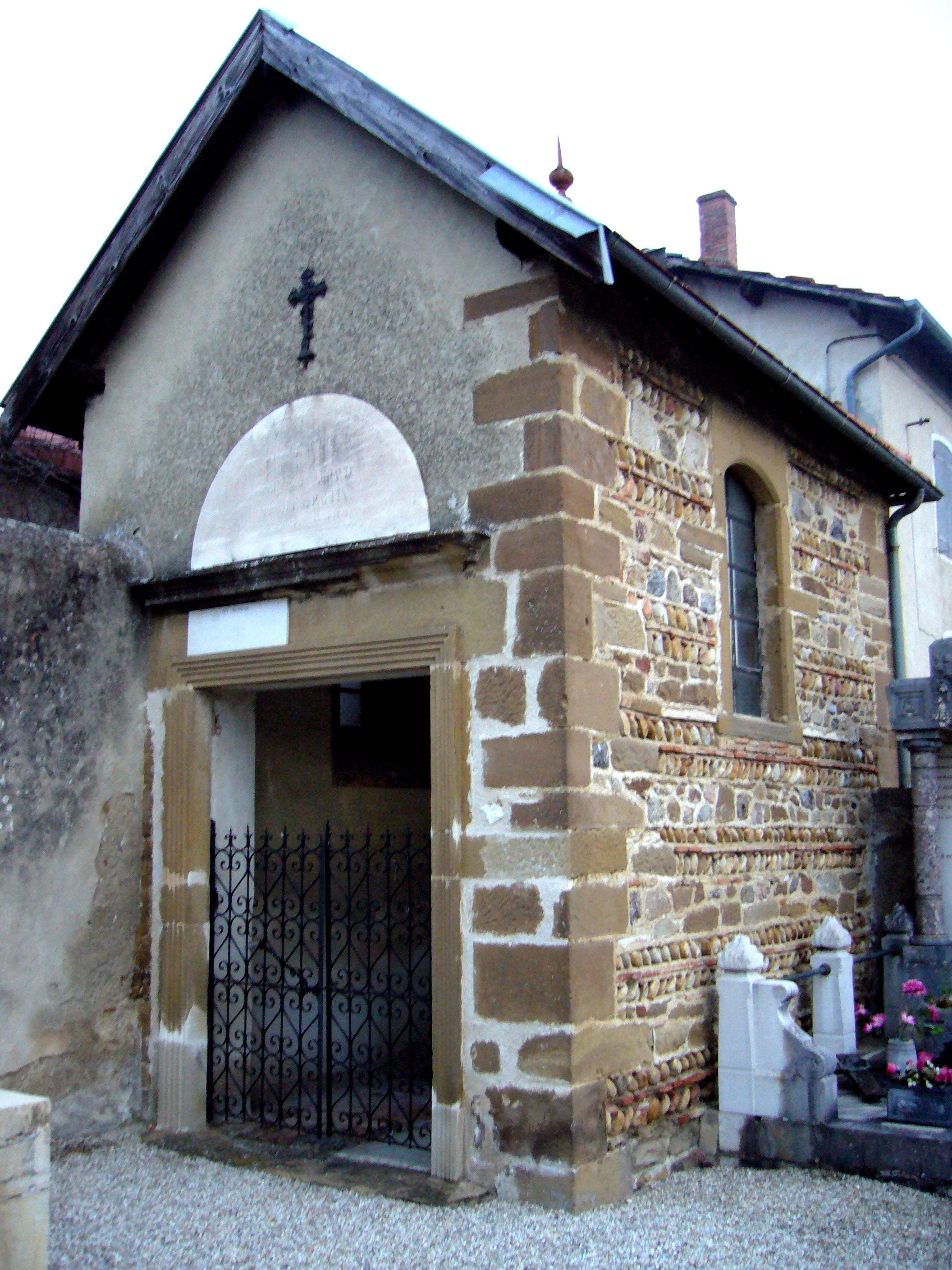
Chapelle du cimetière.
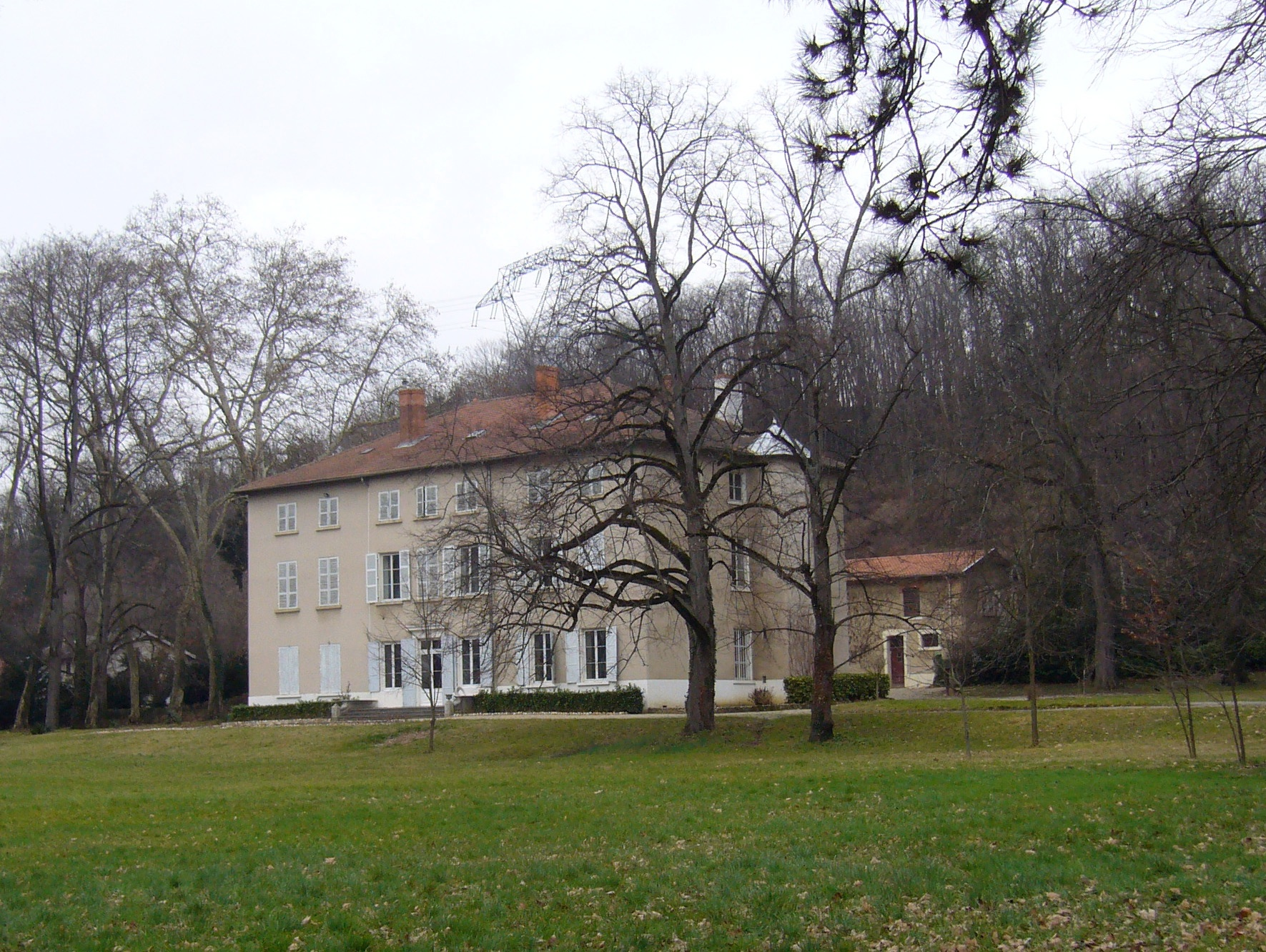
Château Guerre, résidence de la famille Fleurieu de Martène.
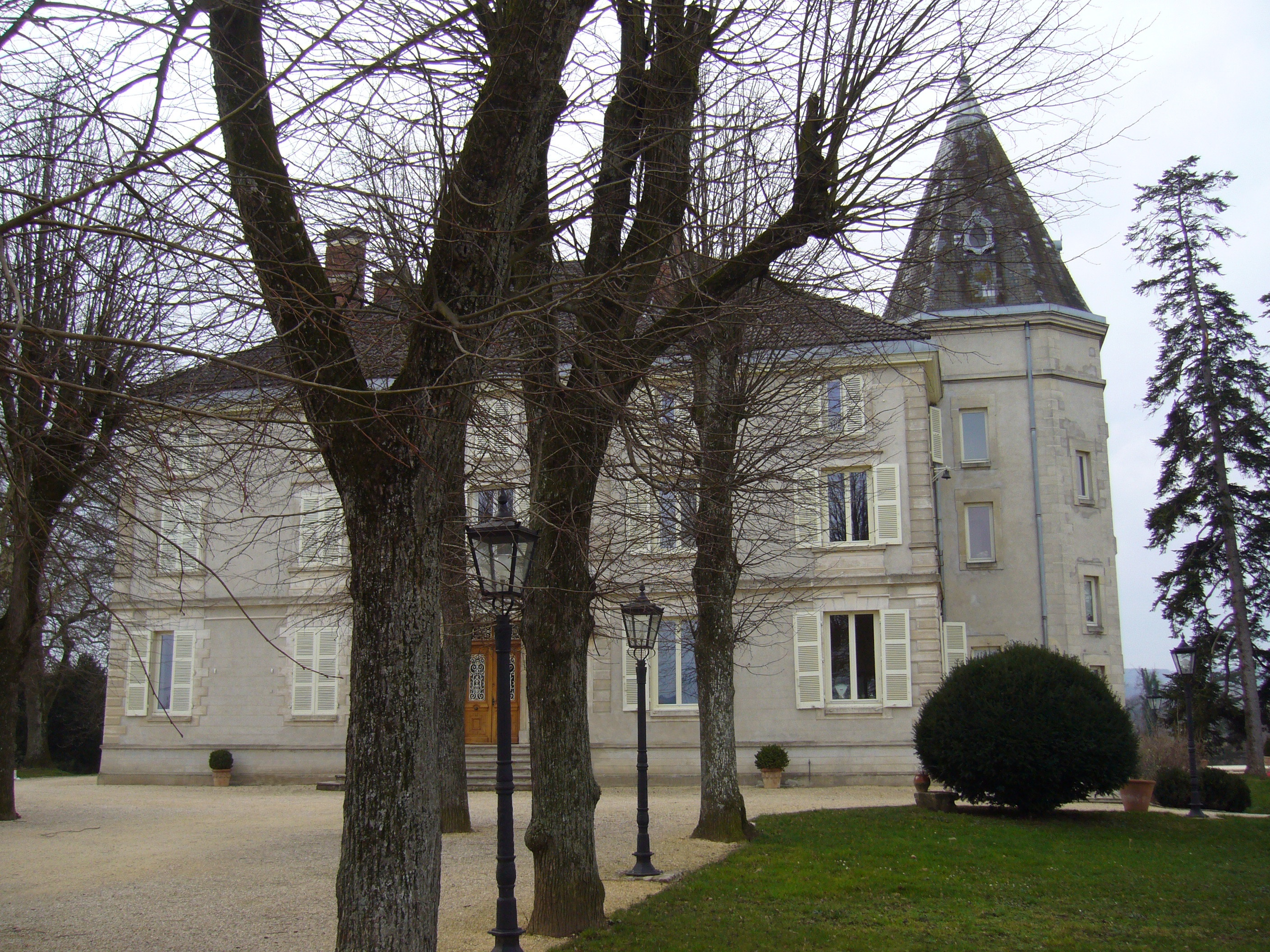
Domaine de la Craz (château Doyon).
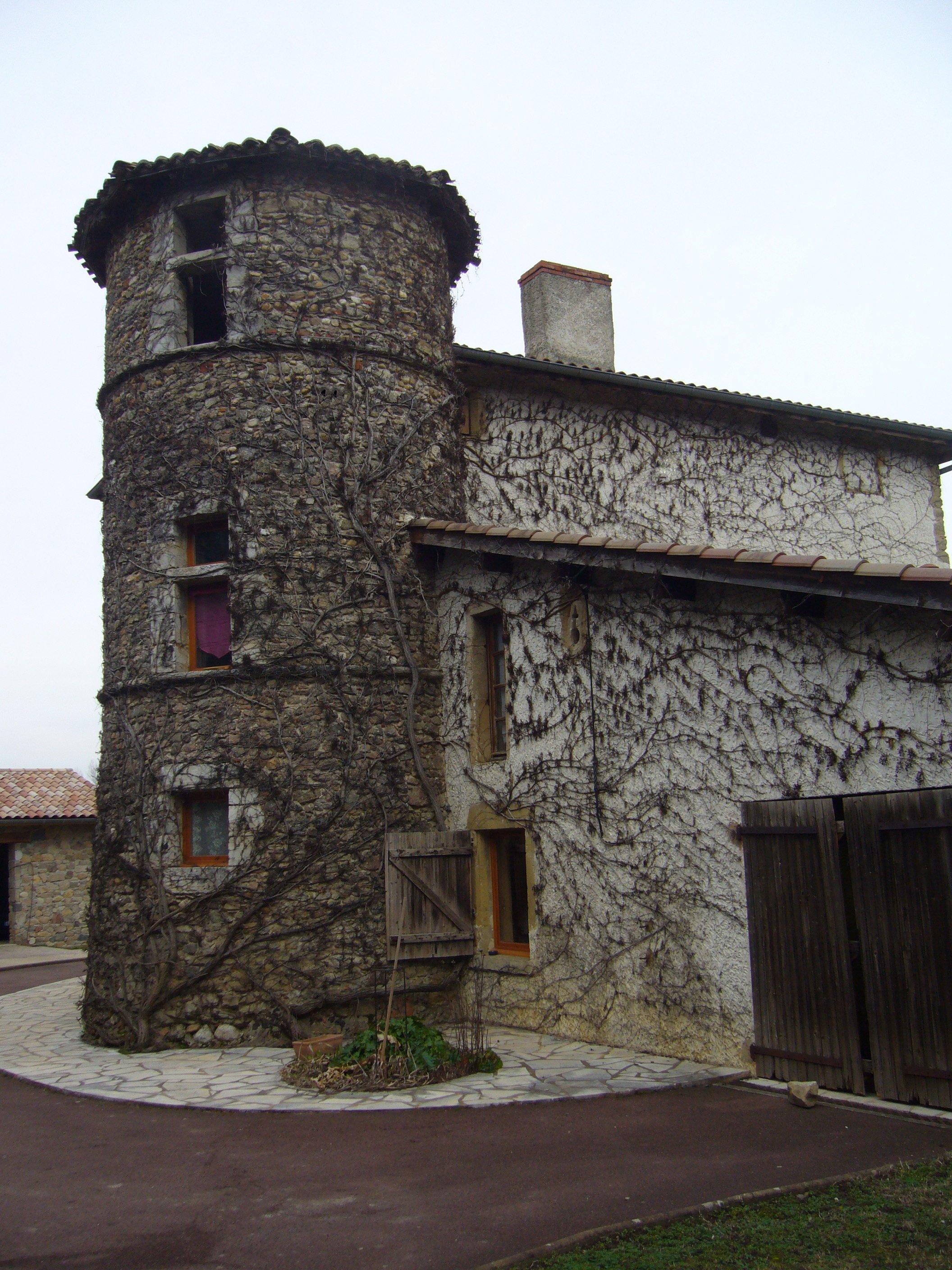
Maison forte d'Aiguebelle.
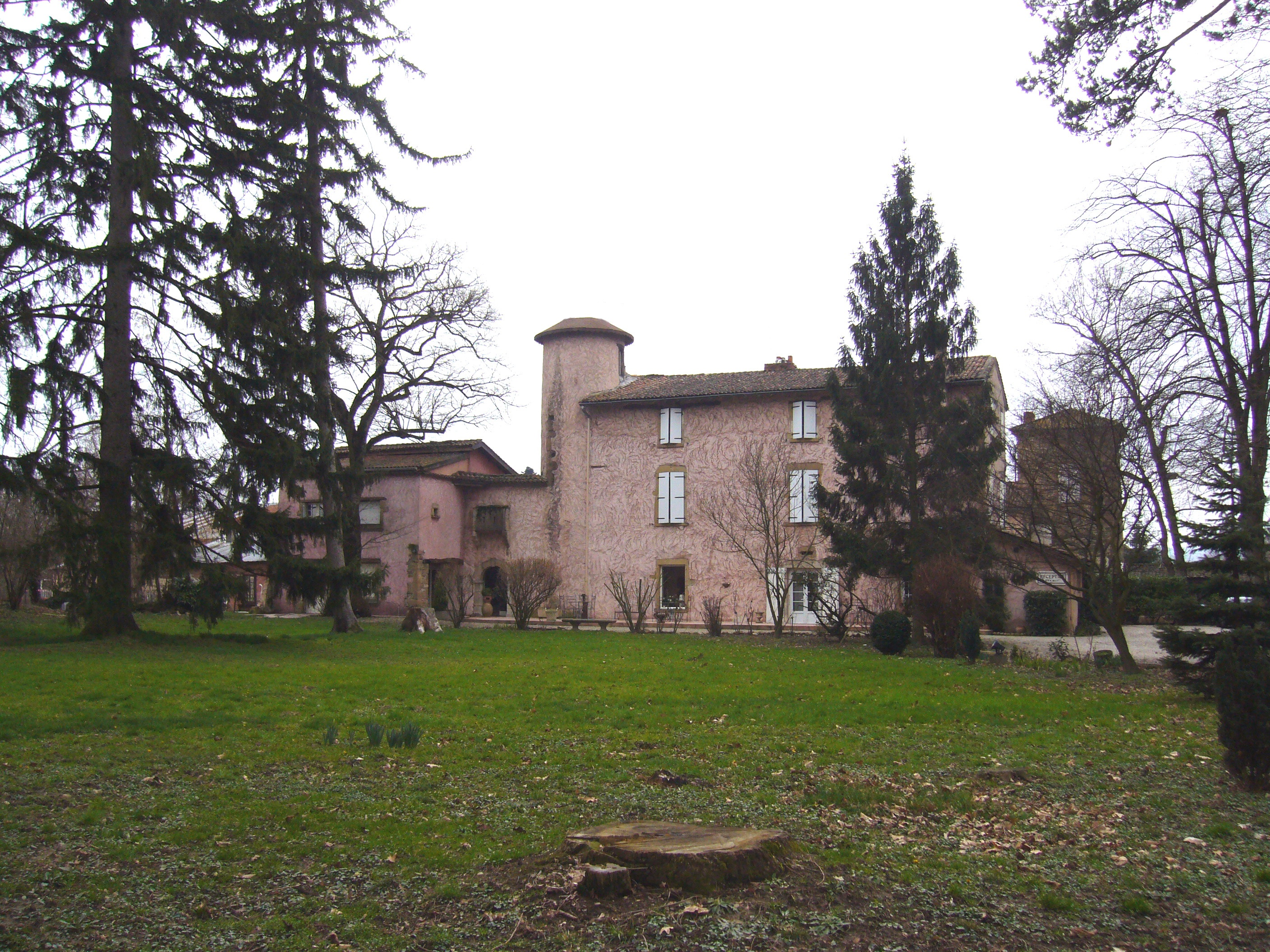
La Gabetière.

### Personnalités liées à la commune
- Famille Fleurieu - de Martene ;
- Michel Neyret, numéro deux de la police judiciaire de Lyon jusqu'en 2011, résident de la commune.

### Héraldique
|  | Estrablin possède des armoiries dont l'origine et le blasonnement exact ne sont pas disponibles. |